# فنسنت درير
فنسنت درير (بالإنجليزية: Vincent Dreyer)‏ هو لاعب اتحاد الرغبي ناميبي، ولد في 8 أكتوبر 1978.